# Crocker (Missouri)
Crocker è un comune degli Stati Uniti d'America, situato nello Stato del Missouri, nella contea di Pulaski.